# Бреннан, Барбара
Барбара Энн Бреннан (англ. Barbara Ann Brennan, 19 февраля 1939 — 3 октября 2022) — американская целительница, писательница, практик и популяризатор духовного целительства. В 2011 году была включена в Список Уоткинса 100 наиболее влиятельных ныне живущих духовно значимых людей.

## Биография
Родилась 19 февраля 1939 года в Висконсине, в детстве много времени проводила одна, что повлияло на склад характера и позволило раскрыть паранормальные способности. Получив степень магистра атмосферной физики в Университете штата Висконсин в Мэдисоне, пять лет работала в Центре космических полётов Годдарда НАСА, где занималась исследованием погоды путём анализа спутниковых данных.
В 1977 году занялась психологической практикой, изучала биоэнергетическое целительство в Университете Дрекселя и Институте Новой Эры. В 1982 году открыла авторскую школу целительства во Флориде (Barbara Brennan School of Healing, BBSH) с филиалами в Европе и в Японии, позже закрытыми. В 2001 году получила степень доктора философии в Университете Гринвич (Австралия) и доктора богословия в Университете Холос в Спрингфилде (Штат Миссури).
Автор четырёх книг, среди которых самая известная «Руки света» (1987; русский перевод 1994), стала бестселлером. Переведенная более чем на 20 языков, книга оказала значительное влияние на распространение информации о биоэнергетике, рассказывая доступным языком о практике ясновидения. В книгах Бреннан разработала и описала ряд оригинальных постулатов своего учения, полагая, что способность взаимодействовать с энергетическими полями доступна любому человеку, требуется лишь практика.
Умерла 3 октября 2022 года.

## Взгляды
Бреннан утверждала, что энергетическое поле (аура человека) состоит из семи слоев, слои отличаются разницей частот и видов энергии и выполняют разные функции; что энергетические поля живых существ постоянно взаимодействуют друг с другом; что в энергетических полях встречаются сходные паттерны, указывающие на общие корни проблем, ведущих к сходным заболеваниям; что чакры являются преобразователями, получающими и обрабатывающими универсальную энергию и отвечающими за здоровое функционирование человеческой психофизики. Впоследствии эту модель строения тонких энергий человека она расширила, добавив внеположное измерение «интенциональности», лежащее в основе энергетики человека, которое назвала «хара». Хара удерживает человеческое тело в материальном проявлении до тех пор, пока не будет достигнута цель жизни. Когда хара здорова, человек действует естественно и без усилий, чтобы выполнить свою жизненную цель. Свой метод энергетического исцеления она назвала «исцелением полного спектра» или «духовной хирургией» и утверждала, что он работает на пятом уровне энергетического поля.

## Публикации на русском языке
- Руки света. Пособие по биоэнергетическому целительству, 1994 (Hands of Light: A Guide to Healing through the Human Energy Field, 1987).
- Свет исходящий, 2004 (Light Emerging: The Journey of Personal Healing, 1993).
- Свет исцеляющий. Путь к исцелению, 1997 (Core light healing: My Personal Journey and Advanced Healing Concepts for Creating the Life You Long to Live).